# Komunikacija (vojaštvo)
Komunikacija je vojaški izraz, ki označuje del infrastrukture, ki je namenjen za promet/transport (cesta, most, nadvoz, predor, železnica,...).